# Estadio Metropolitano de Madrid
Estadio Metropolitano de Madrid – stadion piłkarski w stolicy Hiszpanii, Madrycie, na którym domowe mecze rozgrywało Atlético Madryt do momentu otwarcia Estadio Vicente Calderón (do 1966 roku). Obiekt został zbudowany w 1923 roku i mógł pomieścić 35,8 tysiąca widzów.
Stadion został zniszczony podczas Hiszpańskiej wojny domowej, czego wynikiem było przeniesienie miejsca rozgrywania domowych meczów Atlético na Campo de Fútbol de Vallecas (lata 1939–1943).

## Meczereprezentacji Hiszpaniina Estadio Metropolitano
- 15.05.1929: Hiszpania–Anglia – 4:3
- 19.01.1936: Hiszpania–Austria – 4:5
- 23.06.1946: Hiszpania–Irlandia – 0:1